# Jan van der Lans
Johannes Maria (Jan) van der Lans  (Den Haag, 10 juli 1933 – 6 juli 2002) was een Nederlandse godsdienstpyscholoog aan de Katholieke Universiteit Nijmegen.
Hij heeft uitgebreid geschreven over nieuwe religieuze bewegingen (meestal sekten genoemd).
Hij was ook voorzitter van het KSGV.